# Dorino Serafini
Teodoro "Dorino" Serafini (Pésaro, Italia, 22 de julio de 1909-Bolonia, Italia, 5 de julio de 2000), fue un piloto de motociclismo y automovilismo italiano. Ganó el Campeonato Europeo de Motociclismo de 1939 en una Gilera. En Fórmula 1 corrió una sola carrera, donde obtuvo un segundo puesto.

## Biografía

### 24 Horas de Le Mans
Corrió las 24 Horas de Le Mans de 1950 con un Ferrari, abandonando en la vuelta 82.

### Fórmula 1

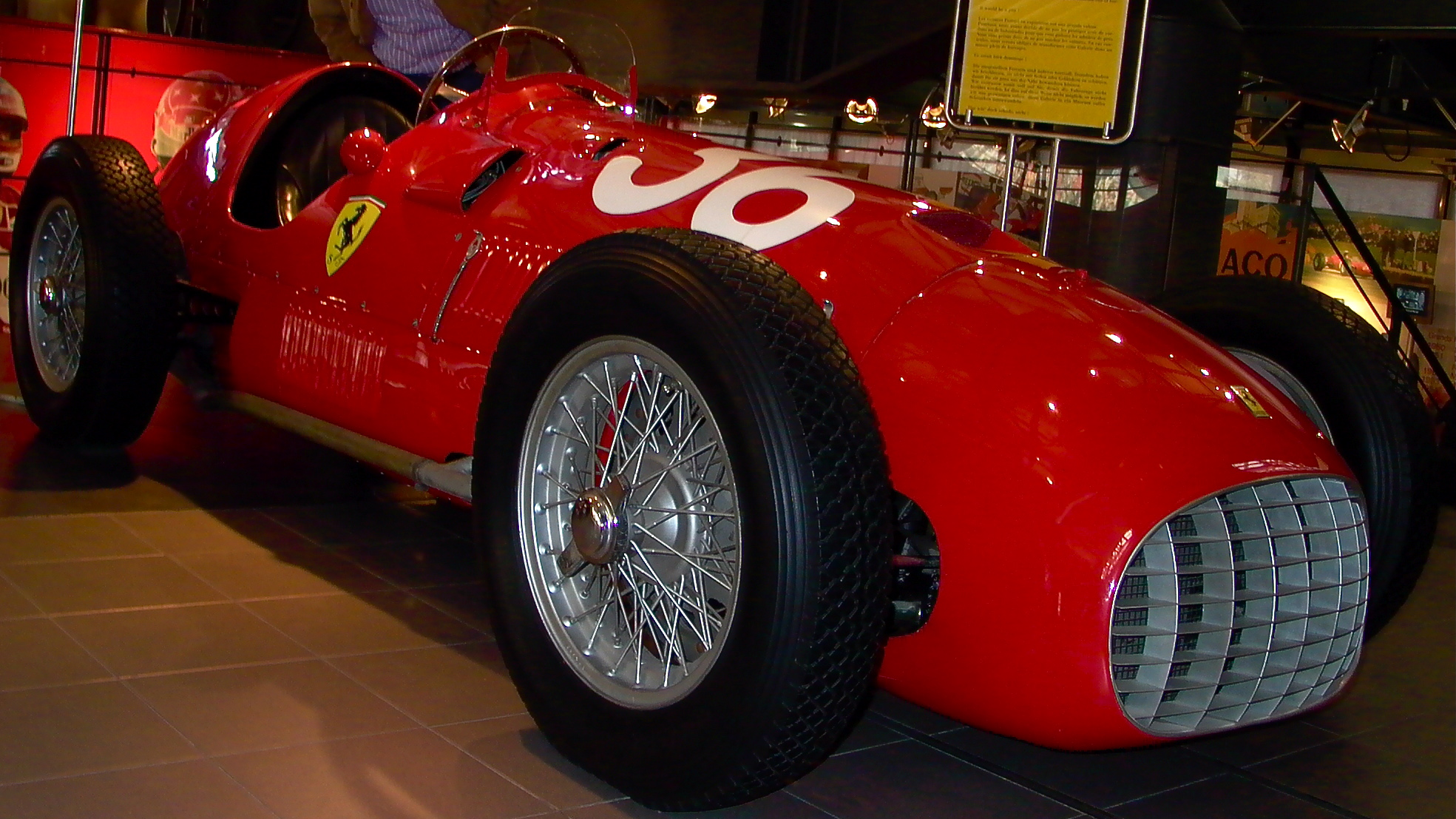
Ferrari 375 F1, como el que utilizó en Fórmula 1.

Disputó el Gran Premio de Italia de 1950 con un Ferrari. En plena carrera dejó su monoplaza para que su compañero Alberto Ascari terminara el GP, debido a que el monoplaza del milanés tuvo problemas mecánicos. Ascari logró finalizar segundo, compartiendo así la posición y los puntos con Serafini.
También compitiendo para Ferrari, obtuvo dos podios fuera del campeonato, en Siracusa y Barcelona.

## Resultados

### Fórmula 1
(Clave) (negrita indica pole position) (cursiva indica vuelta rápida)

| Año         | Escudería        | 1   | 2   | 3   | 4   | 5   | 6   | 7      | Pos. | Pts. |
| ----------- | ---------------- | --- | --- | --- | --- | --- | --- | ------ | ---- | ---- |
| 1950        | Scuderia Ferrari | GBR | MON | 500 | SUI | BEL | FRA | ITA 2‡ | 13.º | 3    |
| Referencia: |                  |     |     |     |     |     |     |        |      |      |